# Igor' Alekseevič Šešukov
Igor' Alekseevič Šešukov (in russo Игорь Алексеевич Шешуков?; Ekaterinburg, 13 luglio 1942 – Klaipėda, 1991) è stato un regista sovietico.

## Filmografia parziale

### Regista
- Šutite? (1971)
- Polkovnik v otstavke (1975)
- Vtoraja popytka Viktora Krochina (1977)